# 야마다 슈헤이
야마다 슈헤이(일본어: 山田 修平, 1993년 4월 22일 ~ )는 일본의 전 축구 선수이다.

## 구단 경력
과거 후지에다 MYFC에서 활동하였다.